# Sør-Odal
Sør-Odal es un municipio situado en la provincia de Innlandet, Noruega. Tiene una población estimada, a inicios de 2023, de 8069 habitantes.